# Sofie Persson (löpare)
Sofie Persson, född 16 januari 1987, är en svensk friidrottare som tävlar i kort- och medeldistans- samt häcklöpning.

## Karriär
Sofie Persson deltog 2005 på 400 meter vid junior-EM i Kaunas i Litauen. Hon tog sig vidare från försöken med 55,45 men slogs sedan ut i semifinalen med 55,26. Hon deltog också, ihop med Louise Martin, Jenny Holmroos och Emma Björkman, i det svenska långa stafettlaget som tog sig till final och där tog en sjätteplats med nytt svenskt juniorrekord, 3:39,77.
Vid junior-VM i Peking, Kina, år 2006 deltog Persson på 400 meter där hon nådde semifinal innan hon slogs ut.
Vid U23-EM i Debrecen, Ungern år 2007 sprang Persson ihop med Emma Agerbjer, Emma Björkman och Pernilla Tornemark i det svenska långa stafettlaget som kom sexa.
Hon deltog i EM 2010 i Barcelona, Spanien. Där blev hon utslagen i försöken på 400 meter häck efter att ha satt personligt rekord med tiden 57,23.

## Personliga rekord
| Utomhus - 200 meter – 24,42 (Helsingborg 10 juli 2010) - 400 meter – 53,41 (Baton Rouge, Louisiana USA 17 april 2010) - 400 meter – 54,40 (Memphis, Tennessee USA 21 mars 2009) - 800 meter – 2:07,68 (Baton Rouge, Louisiana USA 18 april 2009) - 400 meter häck – 57,23 (Barcelona, Spanien 27 juli 2010) | Inomhus - 60 meter – 8,00 (Malmö 17 januari 2004) - 200 meter – 25,05 (Malmö 6 februari 2005) - 400 meter – 54,51 (Göteborg 27 februari 2005) - 600 meter – 1:30,93 (Fayetteville, Arkansas USA 9 januari 2009) - 800 meter – 2:04,51 (Ames, Iowa USA 5 mars 2011) - 800 meter – 2:04,64 (Fayetteville, Arkansas, USA 28 februari 2010) |